# トルウイン
トルウイン (Tolhuin) は、アルゼンチンのティエラ・デル・フエゴ州にある町。人口は1,382人（2001 census [INDEC]）。フエゴ島の南部にあるファグナーノ湖の東海岸に位置している。フエゴ島のアルゼンチン側では、ウシュアイア、リオ・グランデに次いで3番目に規模が大きい。
トルウインは、1972年10月9日に設立された。名称はセルクナム語で「心臓」を意味する。国道3号線沿いにあり、この道路沿いでは、ウシュアイア（約103km南）とリオ・グランデ（約133km北）の2都市間に存在する唯一の町である。

## 観光名所
パナデリア・ラ・ウニオンは、トルウイン付近に位置するパン屋で、アルゼンチンで有名になっている。ウシュアイアへ行くほとんどのバスはここに停車し、乗客はコーヒーを飲んだり、パンを食べたりして休むことが出来る。壁には、過去にここを訪れたアルゼンチンの有名人の記念写真とサインが貼ってある。